# 중독합작

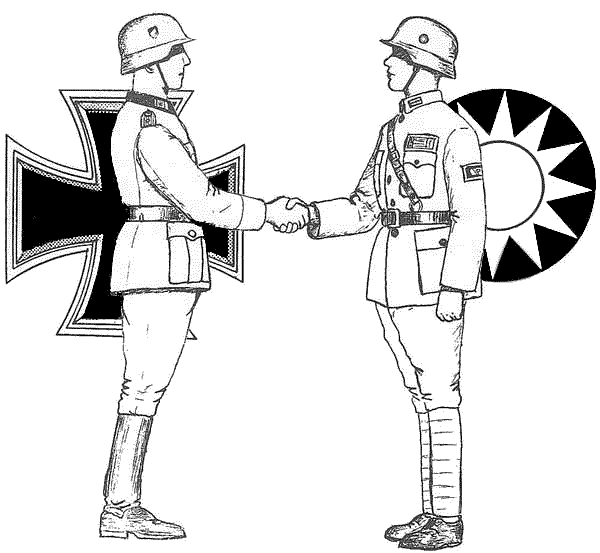
중화민국과 독일 사이의 협력을 보여주는 프로파간다

중독합작(한국 한자: 中獨合作, 중국어: 中德合作, 독일어: Chinesisch-Deutsche Kooperation)은 1926년부터 1941년까지 중화민국과 독일 사이의 협력적 관계를 의미하며, 일반적으로는 중화민국의 산업과 중화민국 국군의 현대화에 있어서 중국과 독일의 관계를 의미하기도 한다. 1926년 당시 중화민국은 군벌 시대에 들어섰다. 1928년 북벌이 시작되어 중국 국민당은 중국 대륙을 통일했고, 중국은 잠재적인 적으로 일본 제국을 꼽았다. 중화민국 정부의 국방과 산업에 대한 현대화 요구와 독일 정부의 안정적인 원자재 공급처에 대한 욕구가 중화민국과 독일이 1920년대 말부터 밀접한 관계를 갖게 되는 계기가 되었다. 아돌프 히틀러가 독일 내에서 권력을 잡고 있었던 때에도 두 국가의 협력은 이어졌다. 그러나 이러한 협력은 중일 전쟁 발발 이후 약화되었고, 1941년 독일과 일본이 동맹을 맺으면서 중단되었다. 그럼에도 불구하고 독일의 협력은 중국의 현대화와 중국의 항일 능력 증진에 큰 영향을 미쳤다.

## 배경
최초의 중국-독일 협력은 육로로 시베리아를 통해 이루어졌으며 러시아 정부에 의해 통행세가 부과되었다. 무역을 보다 수익성 있게 만들기 위해 프로이센은 해로를 택하기로 결정했고 1750년대에 최초의 독일 상선이 엠덴의 왕립 프로이센 아시아 무역 회사 상단의 일부로 청나라에 도착했다. 1861년 청나라가 제2차 아편 전쟁에서 패한 후 톈진 조약이 체결되어 프로이센을 비롯한 여러 유럽 국가와 중국과의 공식적인 상업 관계가 시작되었다.
19세기 후반에 중국과의 무역은 처음에는 광둥에서, 나중에는 상하이와 홍콩에서 활동하는 영국인이 지배했다. 독일 수상 오토 폰 비스마르크는 영국의 지배를 상쇄하기 위해 중국에 거점을 마련하려고 했다. 1885년에 그는 증기선 보조금 청구서를 받아 중국에 직항로를 개설했다. 같은 해에 그는 투자 가능성을 평가하기 위해 최초의 독일 은행 및 산업 조사 그룹을 파견하여 1890년에 독일-아시아 은행를 설립하게 되었다. 이러한 독일의 노력은 중국의 무역 및 운송 분야에서 영국에 이어 두 번째였다.
독일인이 무역에만 관심이 있다는 인식 때문에 청 정부는 독일을 중국의 현대화 노력을 돕는 파트너로 보았다. 1880년대에 독일 조선소인 불칸 슈테틴은 중국 북양정부 함대를 위해 당대 가장 현대적이고 강력한 두 척의 전함인 정원함과 진원함을 건조했다.
1895년 청일전쟁에서 참패한 중국의 첫 근대화 노력이 실패로 보인 후, 중국 장군 위안스카이는 독일에게 신건육군(新建陸軍)창설을 요청했다. 독일의 지원은 군사, 산업 및 기술 문제에 관한 이었다. 예를 들어, 1880년대 후반에 중국 정부는 독일 회사인 크루프과 계약을 체결하여 지금의 다롄 주변에 일련의 요새를 건설했다.
비스마르크가 변화시킨 독일의 비교적 온건한 중국 정책은 빌헬름 2세의 통치 기간 동안 후기 독일 수상들에 의해 점차 시들었다. 산둥성 선교사에 대한 공격에 대응하여 독일 해군이 파견된 후, 독일은 1898년 3월 자오저우만의 99년 임대 계약을 체결하고 이 지역을 개발하기 시작했다. 1900년의 의화단의 반란 기간은 중-독 관계의 저점을 입증했고 중국 주재 독일 장관인 클레멘스 폰 케텔러 남작과 다른 외국인들이 암살되는 것을 목격했다. 의화단을 무찌르기 위한 도중과 이후에 모든 참가국의 군대는 약탈과 약탈 및 기타 과잉 행동에 가담했지만 독일군은 최악으로, 외교관 살해까지 이르렀다.1900년 7월 27일 빌헬름 2세는 독일군이 국제구호군에 공헌한 것을 기념하는 출발식에서 연설했다. 그는 유럽 대륙의 "훈족 침략자"에 대해 즉흥적이지만 무절제하게 언급했다. 이는 제1차 세계 대전과 제2차 세계 대전 중에 독일을 공격하기 위해 연합군이 프로파간다도 쓰기 위해 나중에 부활했다. 제1차 세계 대전 이전 10년 동안, 중-독 관계는 덜 약해졌다. 한 가지 이유는 1902년 영일 동맹과 1907년 삼국 동맹에 의해 명백해진 독일의 정치적 고립이었다. 독일은 1907년에 독일-중국-미국 협상을 제안했지만 그 제안은 결코 결실을 맺지 못했다.
1912년 독일은 새로운 중국 공화정 정부에 600만 독일 금 마르크 차관을 승인했다. 유럽에서 제1차 세계 대전이 발발했을 때 독일은 식민지가 연합국에 넘어가는 것을 막기 위해 자오저우만 조차지를 중국에 반환하겠다고 제안했다. 그러나 일본은 그 움직임을 선점하고 칭다오 전투 동안 자오저우만 조차지를 침공하여 삼국의 편에서 전쟁에 참가했다. 전쟁이 진행됨에 따라 독일은 유럽 전쟁에 몰두했기 때문에 동아시아에서 어떤 의도적인 행동을 수행하는 데 적극적인 역할이나 주도권이 없었다.
1917년 8월 14일, 중국은 독일에 선전포고를 하고 한커우와 톈진에서 독일의 조계지를 되찾았다. 연합국에 합류한 것에 대한 보상으로 중국은 독일의 패배 이후 독일의 다른 영향력 영역의 반환을 약속받았다. 그러나 파리 평화회의에서 일본의 주장은 중국에 대한 이전의 약속을 능가했고 베르사유 조약은 현대적이고 최신의 도시인 칭다오와 자오저우만 지역을 일본에 할양했다. 연합국의 배신에 대한 뒤이은 인식은 민족주의적인 5·4 운동을 촉발시켰고, 이는 중국 현대사에서 중요한 사건으로 간주된다. 결과적으로 북양 정부는 조약에 서명하는 것을 거부했다.
제1차 세계 대전은 중-독 관계에 심각한 타격을 입혔다. 오랜 무역 관계가 파괴되었고 금융 구조와 시장이 파괴되었다. 1913년 중국에서 사업을 하던 거의 300개의 독일 기업 중 1919년에는 단 2개만 남았다.

## 1920년대
베르사유 조약의 체결로 인해, 독일의 산업 확장은 크게 제한되었다. 독일 육군은 10만 명 이상의 군대를 보유할 수 없었고, 독일 군수품은 크게 감소했다. 그러나 베르사유 조약은 독일이 군을 혁신하는 것 자체를 제한하지 않았고, 많은 군수 기업들은 기술과 기계를 여전히 보유하고 있었기에 무기를 생산할 수 있었다. 따라서 독일의 군수 기업들은 소련, 아르헨티나와 같은 제3국과 관계를 형성했고, 합법적으로 무기를 생산해 제3국에 판매했다. 중화민국 정부 역시 베르사유 조약을 체결하지 않았기 때문에, 1921년 중국-독일 협약을 별도로 체결했다. 한편, 중국은 위안스카이의 사망 이후 북양정부가 붕괴되었고, 군벌 시대가 도래했다. 독일 무기상들은 군사적 원조와 거대한 무기 시장을 확보하기 위해 상업적으로 중국과 다시 연결되기를 희망했다.
중국 국민당 정부 역시 독일의 도움을 받고 싶어했고, 독일 유학파인 주지아화는 1926년부터 1944년까지 중국과 독일 사이의 연락을 맡았다. 1953년 발간된 "쑨원"에서 중국의 외교 관계에 있어서 독일이 최상위권에 오른 이유는 크게 3가지로 알려져 있다. 첫째는 제1차 세계 대전 이후 독일이 제국주의적 이익을 취하지 않았다는 것, 둘째는 중국 국민당 정부의 재조직을 돕고 공산주의자들의 정부 참여를 권했던 소련과 달리 제1차 세계 대전 이후 독일은 중국에 정치적 이익을 가지지 않았다는 것, 그리고 마지막으로는 장제스가 독일의 통일로부터 무언가 배울 수 있다고 판단한 것에 있었다. 이로 인해 중국의 국제적 발전을 위해 독일은 주요 요소로 간주되었다.
1926년 주지아화는 막스 바우어를 초청해 중화민국에 대한 투자 가능성을 조사하게 했고, 1927년 바우어는 광저우에 도착해 장제스의 고문관이 되었다. 이후 46명의 다른 독일 군관들이 국민혁명군의 고문과 훈련을 맡았고, 바우어 자신은 1929년 군벌들과의 전쟁에서 국민당이 승리할 수 있는 전략을 고안했다. 1928년 바우어는 중국의 산업화 노력을 위해 영구적인 고문 임무를 맡고 독일로 돌아갔다. 그러나 바우어의 노력에도 불구하고 독일 회사들은 중국의 정치적 불안정과 1920년 카프 폭동에 바우어가 참여한 것으로 인해 중국에 투자하기를 주저했다. 더욱이 독일은 여전히 베르사유 조약으로 인해 직접적인 군사 투자가 불가능했다. 중국으로 돌아오던 중 막스 바우어는 천연두에 걸렸고, 상하이에서 사망하고 그곳에 안장되었다.